# Tyburcjusz
Tyburcjusz lub Tyburcy, łac. Tibutius – łacińskie imię męskie pochodzące ze starożytnego Rzymu. Wśród patronów św. Tyburcjusz (Tyburcy), żyjący w III wieku.
Tyburcjusz, Tyburcy imieniny obchodzi 14 kwietnia i 11 sierpnia.
Żeński odpowiednik: Tyburcja
Znane osoby noszące imię Tyburcjusz:
- Tibor Csorba –  węgierski językoznawca, malarz, tłumacz, propagator polskiej literatury i badacz związków węgiersko-polskich w literaturze
- Tibor Nyilasi – piłkarz węgierski
- Tiburzio Vergelli (1551–1609 w Recanati) – włoski rzeźbiarz i odlewnik.

Źródła
- Tyburcjusz na DEON.pl (SJ i Wydawnictwo WAM)